# HD63149
HD63149 — подвійна зоря. 
Дана подвійна система має видиму зоряну величину в смузі V приблизно 9,5.

## Подвійна зоря
Головна зоря цієї системи належить до хімічно пекулярних зір й має спектральний клас F0.
Інша компонента має  спектральний клас d.